# Līshak
Līshak (persiska: لیشك) är en ort i Iran.   Den ligger i provinsen Gilan, i den nordvästra delen av landet, 210 km nordväst om huvudstaden Teheran. Līshak ligger 43 meter över havet och antalet invånare är 265.
Terrängen runt Līshak är kuperad åt sydost, men åt nordväst är den platt. Runt Līshak är det ganska tätbefolkat, med 155 invånare per kvadratkilometer. Närmaste större samhälle är Lāhījān, 18,7 km nordost om Līshak. I omgivningarna runt Līshak växer i huvudsak blandskog.